# Улица Малых (Курск)
Улица Малых — улица в Курске, ранее называлась Раздельной, существовавшей с XIX века. Находится в Железнодорожном округе.
Нынешнее название (Малых) улица получила в честь Героя Советского Союза — Малых Евгения Васильевича, погибшего в 1945 году.

## Расположение и объекты
Находится на юге города. Является границей Цыганского бугра и Стрелецкой слободы. Является главной затускарной частью Курска.
Раздельная до революции представляла собой два отрезка, отделённые улицей Полевой. В северной части располагался Барнышевский рынок, от которого, как раз и начиналась Раздельная. На самой улице находились небольшие фабрики по переработке сельскохозяйственных продуктов, а также шла торговля хлебом такими купцами как Дядиным, Докуниными, Дьяченко.
В современное время имеет вытянутую форму. Связана на перекрёстке с такими улицами как Полевая и Кривецкий Малый переулок. В другом месте связана с улицей Добролюбова на кольцевой дороге. Из неё выходят такие как: 9 января, Гунатовская, Чистая, 1-й Раздельный переулок, 2-й Раздельный переулок, 3-й Раздельный переулок (названия которых отсылают к старому названию) и Васильевский переулок.
На улице располагается магазин «Пятёрочка», Центр замены масла «У Виталия», а также Автомойка Самообслуживания.

## Топонимика
Своё новое название (Малых) улица получила 25 апреля 1975, до этого её название никак не менялось.